# Agrotis pseudolunigera
Agrotis pseudolunigera är en fjärilsart som beskrevs av Turati 1924. Agrotis pseudolunigera ingår i släktet Agrotis och familjen nattflyn. Inga underarter finns listade i Catalogue of Life.